# On the Case – Unter Mordverdacht
On the Case – Unter Mordverdacht (Originaltitel: On the Case with Paula Zahn) ist eine US-amerikanische Krimi-Dokumentationsreihe, die seit dem 18. Oktober 2009 auf dem US-amerikanischen Sender Investigation Discovery erstausgestrahlt wird. Die deutschsprachige Erstausstrahlung erfolgt seit dem 12. März 2018 auf dem deutschen Sender Super RTL.

## Konzept
Im Dokumentationsmagazin werden US-amerikanische Kriminalfälle rekonstruiert. Dabei werden szenische Darstellungen verwendet sowie Interviews mit den Angehörigen der Opfer und den damaligen Ermittlern und Anwälten geführt. Hierfür reist die Emmy-Preisträgerin und ehemalige CNN-Moderatorin Paula Zahn als Gastgeberin des Programms durch die USA.
In jeder Folge wird ein Fall behandelt; durch die Sendung führt Zahn als Moderatorin und Off-Sprecherin ebenfalls.

## Ausstrahlung

### Vereinigte Staaten
Seit dem 18. Oktober 2009 wird das Dokumentationsmagazin auf dem US-amerikanischen Sender Investigation Discovery gezeigt. Bisher wurden 16 Staffeln produziert und ausgestrahlt. Die 16. Staffel wurde vom 29. Oktober 2017 bis zum 1. April 2018 ausgestrahlt. Seit dem 15. Juli 2018 wird die 17. Staffel ausgestrahlt.
On the Case – Unter Mordverdacht ist die erste Eigenproduktion des Senders mit über 100 Folgen.
| Staffel | Episodenanzahl | Erstausstrahlung USA | Erstausstrahlung USA |
| Staffel | Episodenanzahl | Staffelpremiere      | Staffelfinale        |
| ------- | -------------- | -------------------- | -------------------- |
| 1       | 13             | 18. Oktober 2009     | 17. Januar 2010      |
| 2       | 13             | 18. April 2010       | 18. Juli 2010        |
| 3       | 13             | 7. November 2010     | 13. Februar 2011     |
| 4       | 13             | 17. April 2011       | 24. Juli 2011        |
| 5       | 14             | 30. Oktober 2011     | 19. Februar 2012     |
| 6       | 12             | 3. Juni 2012         | 2. September 2012    |
| 7       | 14             | 16. Dezember 2012    | 24. März 2013        |
| 8       | 16             | 23. Juni 2013        | 6. Oktober 2013      |
| 9       | 16             | 22. Dezember 2013    | 13. April 2014       |
| 10      | 16             | 3. August 2014       | 16. November 2014    |
| 11      | 15             | 22. Februar 2015     | 7. Juni 2015         |
| 12      | 17             | 30. August 2015      | 3. Januar 2016       |
| 13      | 12             | 6. März 2016         | 5. Juni 2016         |
| 14      | 20             | 28. August 2016      | 22. Januar 2017      |
| 15      | 13             | 28. Mai 2017         | 20. August 2017      |
| 16      | 16             | 29. Oktober 2017     | 1. April 2018        |
| 17      | 19             | 15. Juli 2018        | 2. Dezember 2018     |

### Deutschsprachiger Raum
Die deutschsprachige Erstausstrahlung erfolgt seit dem 12. März 2018 auf dem deutschen Sender Super RTL. Die Übersetzung und Ausstrahlung orientiert sich dabei nicht nach der ursprünglichen Einteilung der Folgen. So wurden zu Beginn Folgen aus der fünften Staffel und anschließend Folgen aus der siebten Staffel gezeigt. Die Erstausstrahlung der ersten 26 Folgen erfolgte vom 12. März bis zum 2. April 2018 sowie am 7. und 14. Mai 2018 montags ab 20:15 Uhr mit drei Folgen am Stück bzw. vom 9. bis zum 23. April 2018 sowie am 21. Mai 2018 mit Doppelfolgen.
Seit dem 24. September 2018 werden weitere Erstausstrahlungen montags ab 20:15 Uhr mit drei Folgen am Stück aus der vierten und sechsten Staffel gezeigt.

## Episodenliste
Diese Episodenliste enthält alle Episoden, die ins Deutsche übersetzt wurden; sortiert nach der deutschsprachigen Sendereihenfolge.
| Nr. (ges.) | Deutscher Titel               | Deutschsprachige Erstausstrahlung (D) | Nr. (ges.) | Nr. (St.) | Originaltitel             | Erstausstrahlung (USA) |
| ---------- | ----------------------------- | ------------------------------------- | ---------- | --------- | ------------------------- | ---------------------- |
| 1          | Die Reise in den Tod          | 12. März 2018                         | 56         | 5.04      | No One to Trust           | 20. Nov. 2011          |
| 2          | Der Fremde an der Tür         | 12. März 2018                         | 57         | 5.05      | A Stranger’s Knock        | 4. Dez. 2011           |
| 3          | Tod auf dem Parkplatz         | 12. März 2018                         | 53         | 5.01      | In Broad Daylight         | 30. Okt. 2011          |
| 4          | Tödliche Nachbarschaft        | 19. März 2018                         | 55         | 5.03      | Severed Ties              | 13. Nov. 2011          |
| 5          | Zwei Mal ist kein Zufall      | 19. März 2018                         | 58         | 5.06      | Twice Is No Accident      | 11. Dez. 2011          |
| 6          | Die letzte Fahrt              | 19. März 2018                         | 54         | 5.02      | Death and the Doctor      | 6. Nov. 2011           |
| 7          | Feuer und Flammen             | 26. März 2018                         | 59         | 5.07      | Lost in the Fire          | 18. Dez. 2011          |
| 8          | Die letzte Ölung              | 26. März 2018                         | 60         | 5.08      | Last Rites                | 8. Jan. 2012           |
| 9          | Geheimnisse aus dem Grab      | 26. März 2018                         | 61         | 5.09      | Secrets From the Grave    | 15. Jan. 2012          |
| 10         | Blutspuren                    | 2. Apr. 2018                          | 64         | 5.12      | Left in the Dark          | 29. Jan. 2012          |
| 11         | Mord bei Sonnenuntergang (1)  | 2. Apr. 2018                          | 62         | 5.10      | Murder at Sunset (1)      | 22. Jan. 2012          |
| 12         | Mord bei Sonnenuntergang (2)  | 2. Apr. 2018                          | 63         | 5.11      | Murder at Sunset (2)      | 22. Jan. 2012          |
| 13         | Mordskunst                    | 9. Apr. 2018                          | 65         | 5.13      | The Art of Murder         | 12. Feb. 2012          |
| 14         | Zähne lügen nicht             | 9. Apr. 2018                          | 81         | 7.03      | Profile of a Killer       | 30. Dez. 2012          |
| 15         | Die Schöne und das Biest      | 16. Apr. 2018                         | 85         | 7.07      | A Deadly Secret           | 27. Jan. 2013          |
| 16         | Schnappschuss des Todes       | 16. Apr. 2018                         | 84         | 7.06      | Snapshot to Murder        | 20. Jan. 2013          |
| 17         | Schmerzhafte Erinnerungen     | 23. Apr. 2018                         | 80         | 7.02      | Painful Memories          | 23. Dez. 2012          |
| 18         | Letzte Worte                  | 23. Apr. 2018                         | 82         | 7.04      | Final Words               | 6. Jan. 2013           |
| 19         | Mord im Morgengrauen          | 7. Mai 2018                           | 86         | 7.08      | Murder at Sunrise         | 10. Feb. 2013          |
| 20         | Blutige Weihnacht             | 7. Mai 2018                           | 87         | 7.09      | The Day After Christmas   | 17. Feb. 2013          |
| 21         | Der Mann in weiß              | 7. Mai 2018                           | 83         | 7.05      | A Knock on the Door       | 13. Jan. 2013          |
| 22         | Zum Morden verdammt           | 14. Mai 2018                          | 89         | 7.11      | Driven to Kill            | 3. März 2013           |
| 23         | Die ultimative Sünde          | 14. Mai 2018                          | 91         | 7.13      | The Ultimate Sin          | 17. März 2013          |
| 24         | Im Angesicht des Todes        | 14. Mai 2018                          | 88         | 7.10      | One Month of Terror       | 24. Feb. 2013          |
| 25         | Der Todes-Truck               | 21. Mai 2018                          | 92         | 7.14      | Signed in Blood           | 24. März 2013          |
| 26         | Eine Schwester gibt nicht auf | 21. Mai 2018                          | 90         | 7.12      | A Long Journey to Justice | 10. März 2013          |